# Hegyi fülemülerigó
A hegyi fülemülerigó (Catharus gracilirostris) a madarak osztályának verébalakúak (Passeriformes) rendjébe és a rigófélék (Turdidae) családjába tartozó faj.

## Rendszerezése
A fajt Osbert Salvin angol ornitológus írta le 1865-ben.

## Alfajai
- Catharus gracilirostris gracilirostris Salvin, 1865 - Costa Rica.
- Catharus gracilirostris accentor Bangs, 1902 - Panama

## Előfordulása
Costa Rica és Panama területén honos. A természetes élőhelye szubtrópusi és trópusi hegyi esőerdők és magaslati bokrosok, valamint erősen leromlott egykori erdők. Nem vonuló faj.

## Megjelenése
Átlagos testhossza 16 centiméter, testtömege 21 gramm.
|  |

## Életmódja
Gerinctelenekkel és bogyókkal táplálkozik.